# Tachtigers

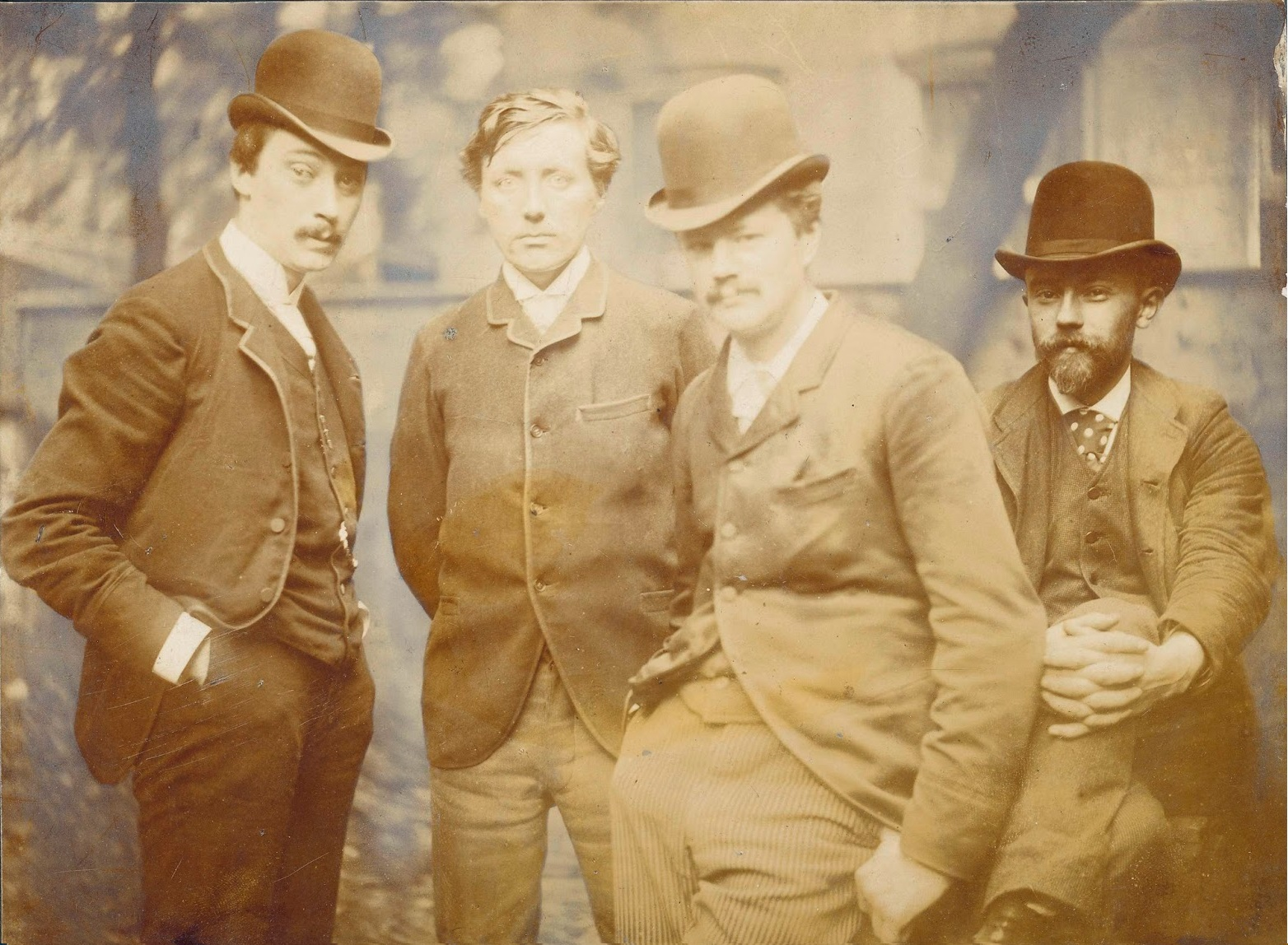
Kunstenaarsportretten. : de Tachtigers Willem Witsen, Willem Kloos, Hein Boeken en Maurits van der Valk. Foto Joseph Jessurun de Mesquita, 1888.

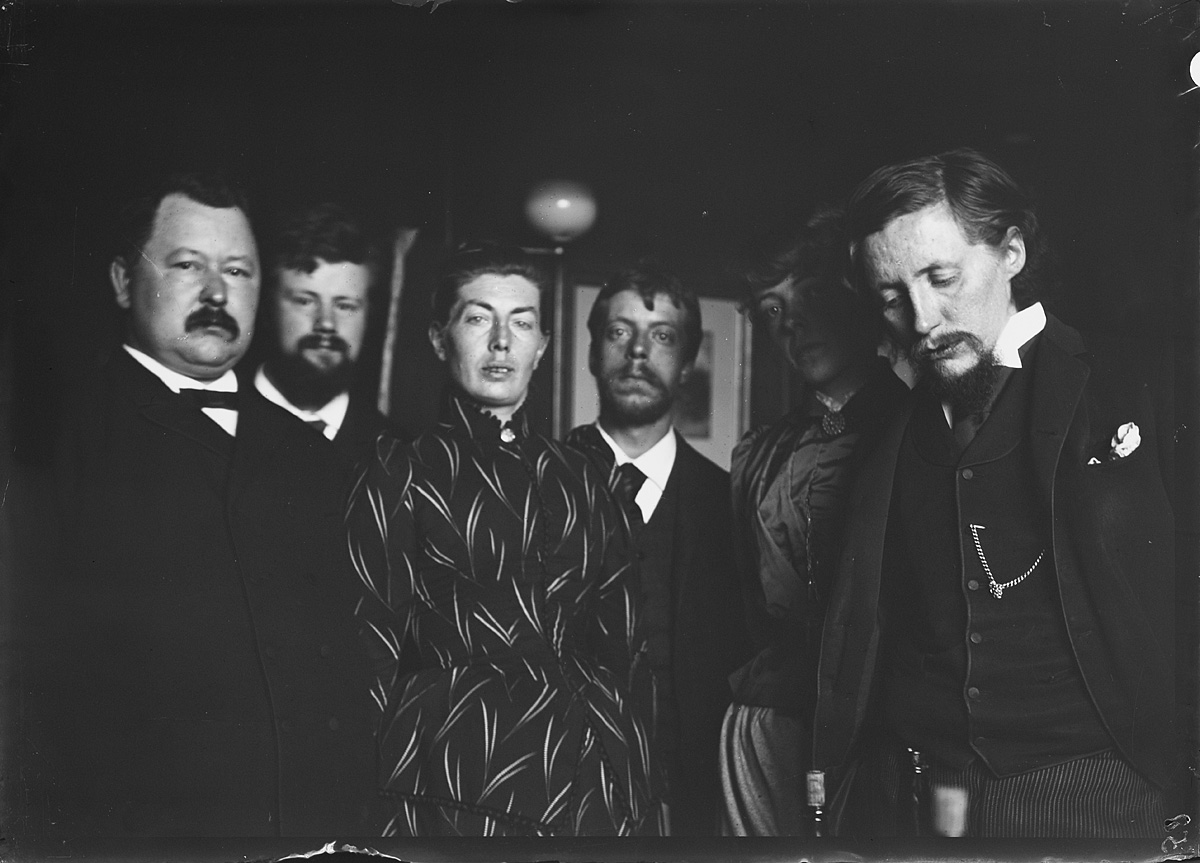
Tachtigers. Van links naar rechts Willem Versluys, Hein Boeken, Annette Versluys-Poelman, Charles van Deventer, Mieb Pijnappel en Willem Kloos. Foto Willem Witsen.

De Tachtigers vormden een vernieuwende beweging binnen de Nederlandse kunst en met name binnen de Nederlandse literatuur die van ca. 1880 tot 1894 bestond. In het werk van de auteurs die tot deze beweging worden gerekend kwamen het impressionisme en naturalisme sterk naar voren. De Tachtigers zijn vooral van belang vanwege de vernieuwing die zij aanbrachten in de poëzie en de sterke onderlinge band die de meesten van hen aanvankelijk met elkaar hadden: zij kenden elkaar van hun studies of van sociëteiten, correspondeerden intensief met elkaar, leenden elkaar geld en investeerden in "hun" in 1885 vol elan opgericht nieuw literair tijdschrift De Nieuwe Gids, dat vooral in de begintijd over het algemeen met de beweging werd vereenzelvigd en zich sterk afzette tegen de reeds bestaande, meer behoudende De Gids, dat verscheen sinds 1837.
Naast De Nieuwe Gids werd ook het sinds 1877 verschijnende weekblad De Amsterdammer een belangrijk medium van de beweging. Hoewel het vooral een literaire beweging betrof, waren er ook kunstschilders en componisten die zich met de beweging associeerden, zoals Alphons Diepenbrock.

## Geschiedenis

### Voorafgaande periode
Het Nederland van halverwege de negentiende eeuw behoorde tot de culturele achterhoede van Europa. De Nederlandse literatuur tussen 1860 en 1880 kan gekenschetst worden als realistisch, met een sterk moralistische inslag. Het naturalisme dat in Frankrijk opgang maakte, werd categorisch afgewezen. Stendhal werd als cynisch en zedeloos bestempeld en Gustave Flauberts meesterwerk Madame Bovary (1857) werd door criticus-schrijver Jan ten Brink in De Nederlandsche Spectator met de grond gelijk gemaakt. "De eindindruk van Flauberts eerste roman", zo schreef hij, "is daarenboven, ondanks zijn buitengewone talent van waarneming en analyse, teleurstellend en beledigend voor het zedelijk gevoel".
De literaire kritiek uit die dagen, met De Nederlandsche Spectator en De Gids als belangrijkste spreekbuizen, was sterk conservatief en onderwierp elke vernieuwing die uit het buitenland kwam aan een moralistische toets. Veel werken uit die tijd waren zielloos en weinig inspirerend en doorstonden de tand des tijds dan ook niet.

### Afkeer van de oude wereld
Schoonheid, o gij, wier naam geheiligd zij,

Uw wil geschiede; kóme uw heerschappij;

Naast u aanbidde de aarde geen andren god!

In het laatste kwart van de eeuw begonnen de nieuwe golven van het impressionisme, wagnerisme en naturalisme ook de Nederlandse kust te overspoelen en was er een duidelijk literair ontwaken op til, hetgeen uiteindelijk zou culmineren in de "beweging van tachtig".
Een groep jonge studenten en kunstenaars, geboren tussen 1855 en 1865, voornamelijk afkomstig uit Amsterdam en omgeving, vonden elkaar in de afkeer van de victoriaanse wereld die Alphons Diepenbrock later zou beschrijven als "de afschuwelijke vulgariteit van de bureaucratenwereld der 'letterkundigen' in wier midden De Gids als een wonder verscheen". Diversen van hen, waaronder Kloos, Perk, Timmerman, Van der Goes, Gorter en iets later Verwey, stonden onder invloed van de classicus en humanist Willem Doorenbos, die hun leraar was geweest aan de HBS. De meesten van hen studeerden klassieke letteren. Ze verfoeiden de dorre wetenschapsbeoefening zoals zij die doorgaans aan de universiteit gedemonstreerd kregen: Belehrung ohne Belebung, bergen van feitelijkheden zonder dat duidelijk werd waar die kennis toe diende.
Evenzeer verachtten ze het zelfgenoegzame deftig-doen van de generatie voor hen: in de dagelijkse omgang maar ook in het intellectuele verkeer, op papier. Zij walgden van het veelgelezen zwak-romantische gerijmel van burgerlijke domineedichters als Nicolaas Beets, Bernard te Haar, J.J.L. ten Kate en Eliza Laurillard, waarin godsdienst en huiselijkheid als idealen werden bezongen. Onnatuurlijke volzinnen met een beleefde aanvoegende wijs ("moge ook menigeen een ogenblik denken...") en een fatsoenlijke zucht tot een betweterig gelijk hebben ("toch zal eenieder met mij ervan overtuigd zijn dat...") vervulden hen met wrok.
De christelijke grondhouding werd volledig losgelaten. Er was een afkeur van pedante diepzinnigheid en een pleidooi voor gezond verstand. Christelijke godsdienstigheid, waarvan de literaire wereld tot aan die tijd diep doortrokken was, werd doorgaans afgewezen. Gezocht werd naar een nieuwe levensstijl, te creëren "uit het niets".

### Opbloei
Het nieuwe tijdschrift De Nieuwe Gids werd algemeen beschouwd als het belangrijkste medium en forum van de beweging. Dit tijdschrift kende een 8-jarige, opvallend snelle bloeiperiode tot 1893. Daarna leidde het nog een halve eeuw een meer zieltogend, meer marginaal bestaan, echter zonder ter ziele te gaan, mede dankzij de bezieling en het doorzettingsvermogen van medeoprichter Willem Kloos. Deze zich niet liet ontmoedigen door het afhaken van diverse redacteuren en mede-investeerders en hield zijn geesteskind zo lang mogelijk in leven.
Na een aantal jaren bleek de beweging zich niet te kunnen onttrekken aan de actuele maatschappelijke ontwikkelingen en ontstond er een scheiding der geesten over kwesties van artistieke, politieke en ethische aard.
De oorspronkelijk nadruk van de beweging lag op bellettrie, in de meest pure zin van het woord: het schrijven van proza en poëzie omwille van de esthetiek, als uiting en beleving van schoonheid. Eind 19e eeuw kwamen er echter ook kunstenaars op die hierover van oordeel veranderden en stelden dat zij zich niet elitair mochten afsluiten van de maatschappelijke ontwikkelingen en daarin ook zelf daadwerkelijk een rol konden vervullen. Sommigen van de Tachtigers waagden zich aan idealistische sociale experimenten, zoals Frederik van Eeden met zijn kolonie Walden, terwijl enkelen in radicaal vaarwater geraakten. zoals Herman Gorter, die drastisch afstand zou nemen van het oorspronkelijk credo van de beweging en uiteindelijk ten tijde van de Eerste Wereldoorlog en de Russische Revolutie zelfs pamfletten en brochures zou publiceren getiteld Het imperialisme, de wereldoorlog en de sociaaldemocratie en De Wereldrevolutie.
De informele voorman van de beweging Kloos wenste echter consequent vast te houden aan het oorspronkelijk adagium l'art pour l'art van de Tachtigers.
Anderen streefden met name na de eerste acht jaren van de snelle opbloei van de beweging bij nader inzien echter meer naar engagement, zoals de door de opkomst van het marxisme en de arbeidersbeweging gecharmeerde auteurs, die van opvatting veranderden en meenden dat de kunst ook een maatschappelijke functie diende te hebben en de kunstenaar partij moest kiezen in wat destijds de sociale kwestie begon te heten, zoals Henriëtte Roland Holst, die in 1900 de Nederlandse vertaling van de Internationale dichtte, en vooral Herman Gorter: Gorters vroegere werk kon nog beschouwd worden als bij uitstek exemplarisch voor wat de idealistische Tachtigers in hun begintijd voor ogen hadden. Geïnspireerd door de Franse symbolisten schreef Gorter aanvankelijk slechts omwille van de kunst.
De l'art pour l'art-beweging pleitte voor kunst als een persoonlijke uitingsvorm, met slechts de esthetiek als leidraad, los van alle mogelijke niet-artistieke doelen. Diverse Tachtigers gingen zich echter politiek engageren. Van der Goes en Gorter werden overtuigd aanhanger van het socialisme en laatstgenoemde zelf van het communisme, wat doorklonk in zijn werk. Ofschoon oorspronkelijk de voornaamste dichter van de beweging, verwijderde hij zich steeds verder van de oorspronkelijke idealen van de Tachtigers.
Na zijn Nederlandse vertaling van Spinoza's oorspronkelijk in het Latijn geschreven filosofisch werk de Ethica in 1895 sloot Gorter zich in 1897 aan bij de in 1881 opgerichte Sociaal-Democratische Arbeiderspartij en zijn poëzie bezong nu de triomf van de revolutie en een optimistische, glorievolle toekomst die kon worden bereikt middels de klassenstrijd. In 1909 scheidde hij zich af van SDAP en werd hij lid van de Sociaal-Democratische Partij die later de Communistische Partij Holland en vervolgens de Communistische Partij van Nederland zou worden. Zijn voornaamste werk in deze periode is "Pan" (1912), waarin hij een utopische visie geeft op een postrevolutionaire wereld. Sommigen verweten Gorter dat hij de literatuur had verruild voor propaganda voor het dialectisch materialisme.
De beweging van de Tachtiger kan worden beschouwd als een late voortzetting van en tevens een sterke kritiek op het werk uit de Romantiek, de periode die er direct aan vooraf was gegaan. Een overgangsfiguur in de Nederlandse literatuur was overigens de eigenzinnige individualist Multatuli (1820-1887), die tot geen enkele beweging kon worden gerekend en aan de beweging van de Tachtigers voorafging, doch om zijn eerdere vernieuwingsdrang in de literatuur door diverse Tachtigers werd bewonderd en als baanbrekende inspirator werd beschouwd. Reeds in een van zijn eerste publicaties prees Willem Kloos en later zou hij hem als een "reuzenfiguur" betitelen.
De bekendste Tachtigers zijn: Willem Kloos, die min of meer optrad als de voorman van de beweging, Hélène Swarth, Albert Verwey, de componist Alphons Diepenbrock, Frederik van Eeden, Lodewijk van Deyssel, Frans Erens en Herman Gorter. De jong overleden Jacques Perk, wiens sonnetten door Kloos werden uitgegeven, was voor hen het grote voorbeeld.

### Nieuwe geluiden

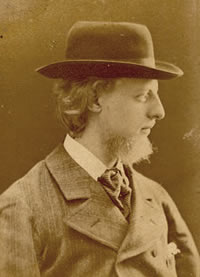
Jacques Perk

Rond 1880 werden de eerste geluiden van vernieuwing manifest. Opvallend genoeg kwamen die eerste geluiden niet alleen van de nieuwe generatie, maar ook van de "oude garde". Busken Huet hield in 1879 een serie positieve lezingen over John Keats, van Potgieter werden postuum Studies en schetsen gepubliceerd met hoge lof voor Percy Shelley en de eerder zo conservatieve Ten Brink schreef een biografie van de binnen de kringen van De Gids nog altijd sterk verguisde Émile Zola.
Markerend en controversieel waren de eerste werken van de nieuwe lichting literatoren, die zich later de "Beweging van Tachtig" zouden noemen. Deze nieuwe generatie kunstenaars, dichters vooral, werd vooral verbonden door een gezamenlijke droom van schoonheid. L'art pour l'art werd het credo, de liefde een centraal thema. De Tachtigers vulden het begrip schoonheid op hun eigen manier in: alle kunst die emoties opriep, was voor hen per definitie esthetisch. Ook onaangename, verdrietige en zelfs "lelijke" zaken konden op deze manier toch op de kwalificatie "schoon" aanspraak maken. Persoonlijke beleving en zintuiglijke indrukken waren voor hen dus zeer belangrijk, maar tegelijk wilden ze deze belevingen het individuele niveau laten overstijgen en in een breder, metafysisch verband plaatsen. De Tachtigers wilden zich nadrukkelijk losmaken van het retorische en moralistische dat de kunst van hun tijd kenmerkte. Hun geluiden waren sterk sprookjesachtig en esthetisch van toon, en sloten nauw aan bij de Engelse romantiek.
Emants publiceerde zijn hoog geprezen romantische gedicht Lillith, Kloos en Jacques Perk schreven hun eerste sonnetten, sterk onder invloed van Shelley. De aanvankelijke afwijzing van Perks beroemde gedicht Iris door De Gids werd later door de Tachtigers gecultiveerd als schoolvoorbeeld van het "botte conservatisme" van de oude generatie, die het in dat tijdschrift, dat binnen de literaire wereld nog altijd toonaangevend was, voor het zeggen had. De vroegtijdige dood van Perk in 1881, 22 jaar oud, zou de band tussen diverse jonge schrijvers eens te meer versterken. Bij een uitgave van Perks gedichten uit 1882 zou Kloos een inleiding schrijven ("waar hij stormt en juicht, waar hij mijmert en weent; eenzaam met zijn ziel onder de blauwe eindigheid") welke uiteindelijk als een soort van eerste manifest van de Tachtigers zou gaan gelden.

### Einde
Van Deyssel:

"De beslissing om alle zaken aan de meerderheid op te dragen,
is de dood van de persoonlijkheid, van het intellect en de kunst,
van alles wat de mensheid tot nu toe aan hoogs bereikt heeft."
Van der Goes:

"Het aller lelijkste wat er in de wereld bestaat,
is een door armoe verteerd volk,
en dat willen de socialisten verhelpen."

Al snel kwamen er onder de Tachtigers en met name in de redactie van De Nieuwe Gids onenigheden over kwesties van artistieke, politieke en ethische aard. De groep kreeg al snel onderling ruzie en viel uiteen, met name doordat de principiële afwijzing van welk engagement dan ook voor veel leden van de beweging niet houdbaar bleek.
Vanaf het begin waren er feitelijk twee stromingen herkenbaar geweest onder de leden van de Tachtigers: de overheersende kunstopvatting was elitair en individualistisch, met de apolitieke Kloos als belangrijkste exponent. Geleidelijk tekende zich echter ook een andere groep af, onder aanvoering van Van der Goes, die pleitte voor een meer rechtvaardige, socialistische maatschappij. Binnen hun ideeën stond het collectivisme centraal en werd aangesloten bij de gedachten van de opkomende arbeidersbeweging.
In de loop van de vijfde jaargang van de Nieuwe Gids begon deze tweedeling de leden uiteen te drijven. Er ontstonden in toenemende mate conflicten. Van der Goes publiceerde tussen 1889 en 1892 een reeks artikelen waarin hij betoogde dat de mensheid door de toegenomen kennis op een hoger ethisch niveau was gekomen, een ontwikkeling die in zijn ogen pas ten einde zou zijn als het gelijkheidsidee algemeen ingang had gevonden. Het standpunt van Van der Goes werd aanvankelijk vooral bekritiseerd door Van Eeden, maar diens kritiek bleef aanvankelijk nog polemisch en intellectueel van aard. Toen echter ook Van Deyssel zich met de discussie ging bemoeien, via cynische en onvriendelijke reacties in De Nieuwe Gids, werd het ook persoonlijk.
Toen in 1892 ook Kloos zich met de discussie ging bemoeien liepen de conflicten steeds hoger op. Kloos' kritiek aan het adres van Van Eeden dat zijn humanistisch-socialistische opstelling doet denken aan een nieuw soort Christendom, viel helemaal verkeerd. Toen Van Eeden in februari 1892 onder de schuilnaam Lieven Nijland een stuk met scherpe zelfkritiek naar de redactie van De Nieuwe Gids opstuurde, welke -na aandringen van Van Eeden zelf- uiteindelijk ook geplaatst werd, barstte de bom nadat uitkwam wie de eigenlijke schrijver was. Het vertrouwen tussen Kloos en Van Eeden was definitief geschonden. De sfeer binnen de redactie geraakte zo op een dieptepunt, op een moment dat het aantal abonnees een ongekende hoogte bereikte.
In 1893 trok Willem Kloos de alleenheerschappij binnen de redactie van De Nieuwe Gids naar zich toe en was hij nog de enige overgeblevene van degenen die het tijdschrift waren begonnen. Het niveau daalde vervolgens snel, niet in de laatste plaats omdat het met Kloos persoonlijk, die leed aan alcoholisme en depressies, steeds slechter ging.
Uiteindelijk is De Nieuwe Gids nog tot 1943 uitgegeven, maar na het uiteenvallen van de Tachtigers verdween de dynamiek en de kracht. Daarmee kwam feitelijk ook een einde aan de beweging van de Tachtigers, hoewel vele van de leden nog een lang schrijversleven voor de boeg zouden hebben.

## Kenmerken

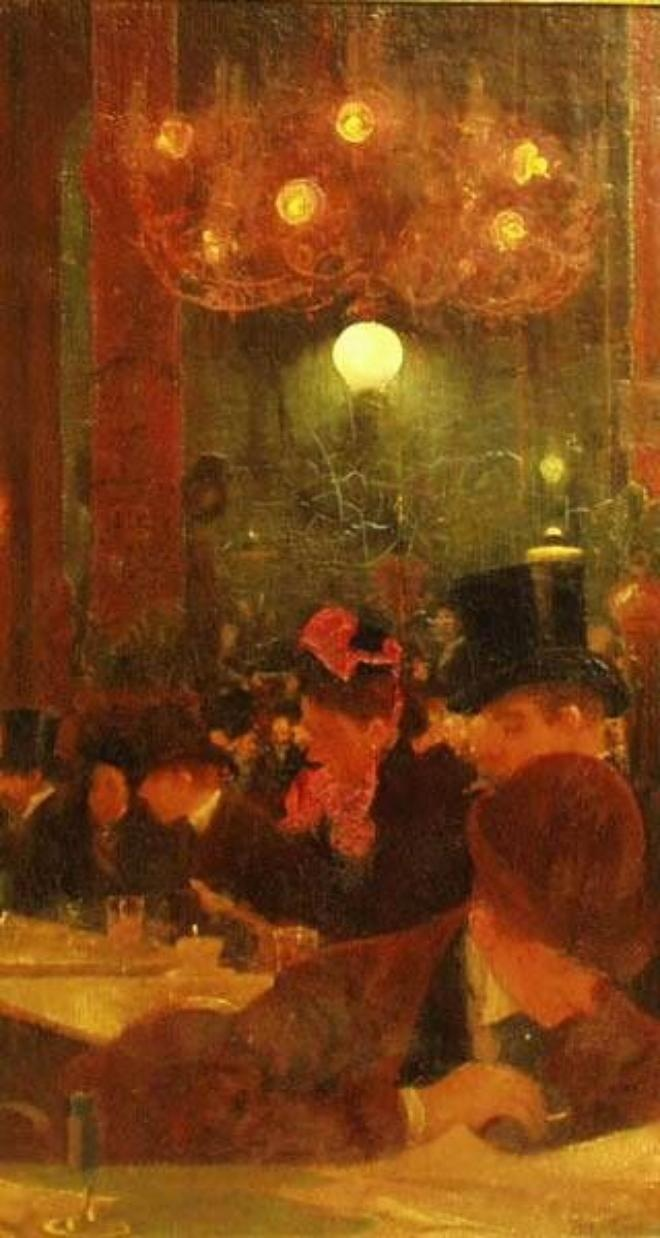
Jac van Looy: Café, ca. 1890, geïnspireerd door het impressionisme.

De Tachtigers ontketenden een heuse revolutie in de Nederlandse literatuur. De oude literatuur werd afgedankt. De kunst had genoeg aan zichzelf.
De nieuwe literatuur moest echter ook nieuwe vormen vinden. Met name in de taal werd door de Tachtigers gezocht naar vernieuwing. Het introduceren van spreektaal en grove taal was daarbij niet voldoende. Er moest ook een taal gemaakt worden die de kleine nuances van impressies aankon. In hun poëzie zochten de Tachtigers voortdurend naar nieuwe, originele beeldspraak die recht deed aan hun individuele emoties. Aan klassieke zegswijzen uit woordenboeken, de Bijbel e.d. lieten zij zich weinig gelegen liggen. Als literatuur "de allerindividueelste expressie van de allerindividueelste emotie" is, zoals Kloos schreef, dan hoorde daar ook een allerindividueelst woordgebruik bij. Dat werd de zogenaamde `woordkunst’ met veel nieuwvormingen (neologismen) en ongebruikelijke koppelingen. Clichés waren uit den boze ten gunste van oorspronkelijkheid in beeldspraak en zeggingskracht, l'art-pour-l'art. Het ging vooral om de impressie en de schoonheid. Het opkomende literaire impressionisme leende zich uitstekend voor hun "mooischrijverij" Hun creativiteit uitte zich verder in het veelvuldig gebruik van stijlfiguren als de oxymoron en de synesthesie.
De Tachtigers verlieten ook het 'nutsprincipe' van de kunst: de kunst heeft bij uitstek een esthetische functie en was geen kapstok om er een "nuttige" boodschap aan op te hangen. Hun literatuur was wel het tegengestelde van geëngageerde kunst. Ze hielden zich niet bezig met nijpende actuele problemen, namen geen standpunten in. Integendeel, hun persoonlijke gemoedsgesteldheid is hun belangrijkste thema, individualistische kunst dus. Het accent ligt minder op religieuze overgave dan op het 'aanbidden' van de schoonheid.
Voor het overige hebben de Tachtigers een aantal kenmerken met de romantici gemeen: individualisme, opstandigheid, natuurliefde. Een begrip dat van toepassing is op enkele werken van de Tachtigers is epifanie, de beschrijving van een ervaring waarbij zich plotseling een soort wonder openbaart.

### Hoofdprincipes
O Man van Smarte met de doornenkroon,

O bleek bebloed gelaat, dat in den nacht

Gloeit als een grote, bleke vlam, - wat macht

Van eindloos lijden maakt uw beeld zo schoon.

De principes van de Beweging van Tachtig kunnen als volgt worden samengevat:
1. estheticisme: verheerlijking van de schoonheid;
2. l'art pour l'art: kunst om de kunst; de kunst dient geen ander doel dan kunst te zijn: "All art is quite useless" (Oscar Wilde);
3. individualisme: kunst als de "allerindividueelste expressie van de allerindividueelste emotie" (Willem Kloos);
4. eenheid van vorm en inhoud: dit in tegenstelling tot het eerdere principe dat elke uitdrukking een 'gewone' en een 'artistiek verantwoorde' vorm kon hebben;
5. de waarneembare werkelijkheid als uitgangspunt: leidend tot realisme, naturalisme en sensitivisme (het streven om zoals Gorter het zegt "dat wat je zintuiglijk doorleefde met uitschakeling van den geest onmiddellijk te verklanken" in lyrische poëzie);
6. daaruit logisch voortvloeiend de eis van originaliteit en het mijden van clichés.

## Flanor
Als er op Flanor over iets wordt geredetwist, dan zegt Kloos:
'Ja, zie je, je kunt wel gelijk hebben, maar Shelley...!'
Van der Goes zegt: '...maar Shakespeare...!'
Verwey zegt: '...maar Keats...!'
Karel Thijm: '...maar Zola...!'
Erens: '...maar Baudelaire...!'
Belangrijk in de ontwikkeling van de Tachtigers was de oprichting van het literair dispuut Flanor, in 1881, door Frank van der Goes. Andere leden waren Frederik van Eeden, Willem Kloos en Willem Paap, maar ook de schrijvers Hein Boeken, Frans Erens, Lodewijk van Deyssel en Albert Verwey gaven regelmatig acte de présence tijdens de bijeenkomsten, evenals de schilders Jacobus van Looy, Jan Pieter Veth, Willem Witsen en Gerard Muller.
Het doel van het genootschap was "het beoefenen van fraaie letteren, het bevorderen van haar bloei en het houden van gedachtewisselingen op dit terrein en op andere terreinen van kunst en wetenschap". Op de werkvergaderingen hielden leden van het genootschap causerieën en werden debattechnieken geoefend. Een lid droeg voor uit eigen werk, dat vervolgens door de anderen werd beoordeeld. Nadat Van Eeden bijvoorbeeld in 1882 in het maandblad Nederland debuteerde met het leesdrama Het Rijk der Wijzen, werd deze 'dramatische idylle' in hetzelfde jaar ook voorgelezen bij Flanor.
Ook buitenlandse literatuur kwam natuurlijk uitgebreid aan de orde, met een voorliefde voor pure lyriek, met name van Baudelaire en de Engelse romantici. Maar ook proza kwam aan de orde, bijvoorbeeld de naturalistische romans van Zola en Balzac, die zich niet alleen richtten op het beschrijven van de wereld zoals zij was, maar met name ook geïnteresseerd waren in hoe het met de dingen zo was gekomen.

## De Nieuwe Gids
Ik ben een God in 't diepst van mijn gedachten.
Omdat ze hun werk moeilijk geplaatst kregen in bestaande literaire bladen zoals De Gids, richtten de Tachtigers in 1885 hun eigen tijdschrift op dat De Nieuwe Gids heette en de spreekbuis van de beweging werd. De oprichters, eerste redacteuren en eigenaren waren Frederik van Eeden, Frank van der Goes, Willem Kloos, Willem Paap en Albert Verwey. Hélène Swarth heeft tot het eind van haar leven aan het tijdschrift meegewerkt. Haar bundels werden veelal door Kloos besproken: laatstelijk, in december 1935, Vrouwen (Baarn, 1935); met een inl. van J.M.Ph. Uitman. De bundel Sneeuwvlokken (1888) inspireerde Kloos tot de beroemd geworden kenschetsing van deze dichteres als 'het zingende hart in onze letterkunde'.
De Nieuwe Gids werd als naam gekozen om aan te geven dat het oude tijdschrift De Gids voor hen had afgedaan. De Nieuwe Gids was echter niet alleen een tijdschrift van dichters en schrijvers. Naast de literaire vernieuwing door de Tachtigers hebben beschouwingen over wetenschap, maatschappij en politiek evenzeer het gezicht van het tijdschrift bepaald.
Het eerste nummer van De Nieuwe Gids bevatte onder meer een aantal hoofdstukken uit De kleine Johannes door Frederik van Eeden. Latere nummers uit de eerste jaargangen bevatten veel belangrijke publicaties: De Kleine Johannes werd in zijn geheel opgenomen, verder Willem Kloos' sonnettenreeks Het Boek van Kind en God en het eerste boek van Herman Gorters Mei (februari 1889). Henriette Roland Holst (toen nog Henriette van der Schalk) debuteerde in 1893 in de 5e aflevering van de 8e jaargang met zes sonnetten.

## Werken
Een nieuwe lente en een nieuw geluid:

Ik wil dat dit lied klinkt als het gefluit,

Dat ik vaak hoorde voor een zomernacht

In een oud stadje, langs de watergracht

Bekende voorbeelden van het werk van de Tachtigers zijn:
- De sonnetten van Jacques Perk en Willem Kloos;
- De Mei van Herman Gorter, uit 1889; een sensitivistisch gedicht in boekvorm bestaande uit drie 'zangen'. De Mei wordt aangeduid als "het ongeëvenaarde hoogtepunt in de poëzie van ‘80" (Garmt Stuiveling) en als "een schatkamer van schoonheid, onuitputtelijk als de Natuur" (Willem Kloos).
- De kleine Johannes van Frederik van Eeden, hoewel Van Eedens oeuvre in bepaalde opzichten wellicht het minst typisch is voor de Beweging van Tachtig.
- Lodewijk van Deyssel (1864-1952) (pseudoniem voor Karel Joan Lodewijk Alberdingk Thijm) schreef (vlammende) kritieken, twee romans en een boek over het leven van zijn vader Joseph Alberdingk Thijm.

Veel boeken van Tachtigers werden uitgegeven bij uitgeverij W. Versluys. Versluys trad ook op als uitgever van De Nieuwe Gids.
Jan Wolkers, van een geheel andere generatie, eerde de Tachtigers in zijn beeld Monument voor de Tachtigers staande in het Oosterpark in Amsterdam.

## Aan de Tachtigers verwante kunstenaars
Aan de Tachtigers verwante romanschrijvers als Louis Couperus en Marcellus Emants werden sterk beïnvloed door het naturalisme.
Kunstschilders, die zich ook in behoorlijke getale onder de Tachtigers bewogen (Jacobus Van Looy, Willem Witsen, Jan Veth, Eduard Karsen, George Breitner, Isaac Israëls), lieten zich vooral inspireren door het impressionisme. Mede onder invloed van de schilders van de Haagse School werden de oude principes van de zeventiende-eeuwse schilderkunst verlaten.
Schilders die kunnen worden gerekend tot de Tachtigers waren:
- Floris Arntzenius
- Marius Bauer
- George Breitner
- Hendrik Bremmer
- Antoon Derkinderen
- Gerrit Dijsselhof
- Arnold Gorter
- Jacob de Haan
- Hendrik Haverman
- Isaac Israëls
- Menso Kamerlingh Onnes
- Eduard Karsen
- Willem van Konijnenburg
- Cornelis Kuypers
- Jacobus van Looy
- Wally Moes
- David Oyens
- Pieter Oyens
- Anthon van Rappard
- Suze Robertson
- Richard Roland Holst
- Frederik van Rossum du Chatel
- Johan Scherrewitz
- Hobbe Smith
- Johan Thorn Prikker
- Jan Toorop
- Floris Verster
- Jan Veth
- Ben Viegers
- Willem Witsen

## Varia
- De auteur Bart Slijper, die enkele werken schreef over de Tachtigers, noemt het lot van de beweging "het drama van een zeldzaam kleurrijke en talentvolle groep vrienden die al snel uiteenspat, terwijl in de explosies de moderne Nederlandse literatuur ontstaat.[17]
- De zelfgekozen dood van de zus van Willem Witsen in 1909, Anna Witsen zorgde onbewust dat een aantal Tachtigers gedichten en boeken schreven met het thema van zelfmoord. Gorter schreef een gedicht geheten‘ In de zwarte nacht is een mensch aangetreden’.[18]

Middeleeuwen · Renaissance · Frans-classicisme · Tachtigers · Postmodernisme 

Vlaamse literatuur · Literatuur van het Caribisch deel van het Koninkrijk der Nederlanden · Surinaamse literatuur

Dichters · Prozaschrijvers · Vlaamse schrijvers · Schrijvers uit het Caribisch deel van het Koninkrijk der Nederlanden · Surinaamse schrijvers · Literaire tijdschriften · Manuscripten